# Burdov (vrch)
Burda (387,7 m n. m.  ) je druhá nejvyšší hora v pohoří Burda. Nachází se asi šest kilometrů východně od města Štúrovo. Jihozápadně od vrcholu leží národní přírodní rezervace Burdov.

## Polohopis
Pohoří Burda leží jihovýchodně od Podunajské nížiny, sevřené mezi řekami Hron na západě, Dunaj na jihu a Ipeľ na východě. Centrální část tvoří poměrně plochý masiv nejvyššího vrchu Burda. Leží nad rekreačním střediskem Kováčov, přibližně 2−3 km od obcí Chľaba na východě, Leľa na severu a Kamenica nad Hronom na západě. Vrch leží v katastru obce Chľaba.

### Výhledy
Zalesněný plochý vrchol nenabízí výhledy a ty jsou možné pouze z malých mytin, resp. v zimním období, kdy jsou stromy bez listí. Viditelné jsou zejména okolní maďarské vrchy, pouze při ideálních podmínkách je možné pozorovat např. Zobor nebo Sitno. Z jižních svahů je výhled na Dunaj a Vyšehradskou bránu.

## Přístup
Na vrchol nevede značená turistická trasa, nejlehčí přístup je lesní cestou od obce Bajtava a následně lesem. Modrá turistická trasa obchází rozsáhlý masiv od rekreačního střediska Kováčov přes Chľabu, Veľkou dolinu, poblíž chaty Ipeľ a obloukem severozápadním svahem k rozcestí u vyhlídky Skaly. Jižní a jihozápadní svahy jsou součástí národní přírodní rezervace Burdov.